# Dunkerque Seaways
Le Dunkerque Seaways est un ferry trans-manche exploité par DFDS Seaways sur l'itinéraire Dunkerque-Douvres. Construit en 2005 par Samsung Heavy Industries en Corée du Sud, il a deux navires jumeaux qui opèrent sur la même route : le Delft Seaways et le Dover Seaways.

## Utilisation
Norfolkline était une filiale danoise de la compagnie maritime Maersk, qui avait passé une commande avec Samsung Heavy Industries pour trois ro-pax ferrys pour remplacer les anciens navires sur l'itinéraire entre Douvres et Dunkerque. Le Maersk Dunkerque a été le premier de sa classe. Il a été construit sur le chantier naval de Samsung Heavy Industries en Corée du Sud. Il a été livré en septembre 2005 et a fait son voyage inaugural, le 9 novembre 2005. En juillet 2010, à la suite de l'acquisition de Norfolkline par DFDS Seaways, le navire a été renommé Dunkerque Seaways et repeint aux couleurs de DFDS Seaways. À sa reprise, le Dunkerque Seaways a continué sur la route Dunkerque-Douvres.
Il navigue sous le pavillon du Royaume-Uni et son port d'immatriculation est Douvres.[réf. nécessaire]

## Caractéristiques techniques
Le Dunkerque Seaways a trois ponts véhicules : un pont inférieur pour les véhicules de transport de fret seulement, un pont mixte et un pont supérieur pour les voitures de tourisme.
Le Dunkerque Seaways est un navire au design scandinave.[réf. nécessaire]
Le bateau est capable de faire la traversée Dunkerque-Douvres en 1 heure et 45 minutes.[réf. nécessaire]

## Navires jumeaux
Le Dunkerque Seaways a deux navires jumeaux qui opèrent sur la même route : le Delft Seaways et le Dover Seaways.[réf. souhaitée]

## Galerie

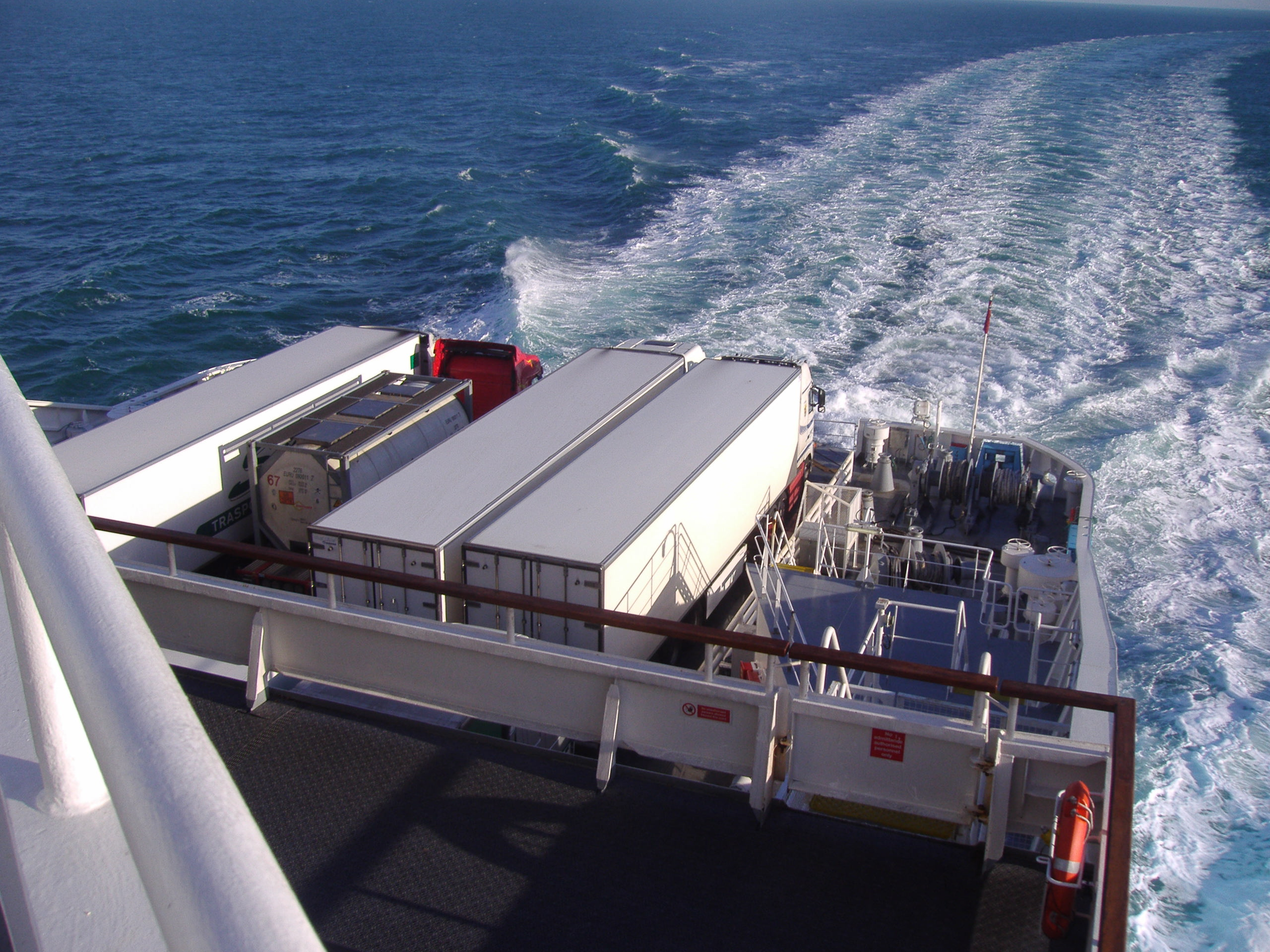
Le pont supérieur et la cheminée.
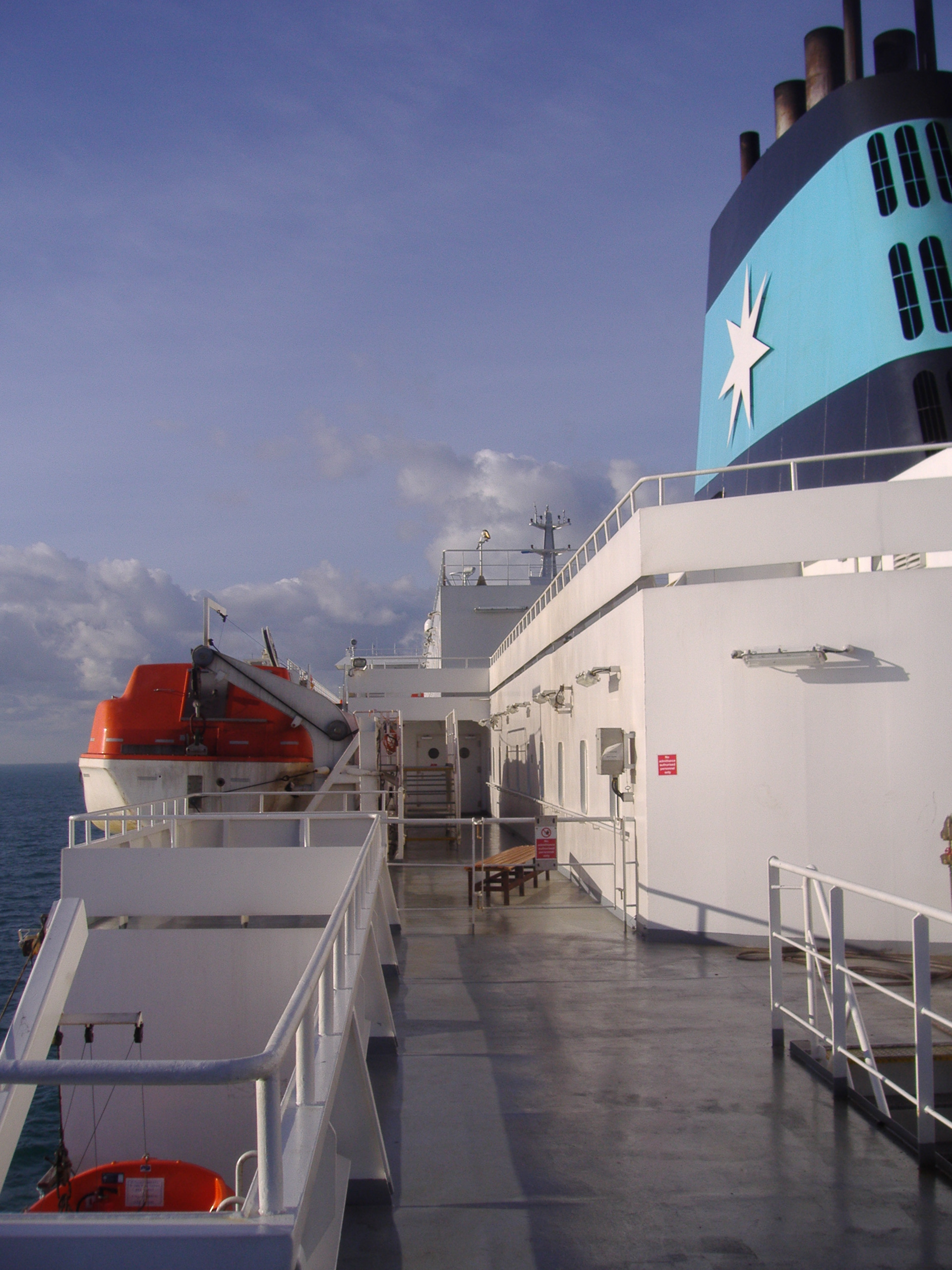